# Anthela cnecias
Anthela cnecias là một loài bướm đêm thuộc họ Anthelidae. Loài này có ở Úc.